# اسکان ابو نصیر
اسکان ابو نصیر (به عربی: اسکان ابو نصیر)  شهری در استان عمان است که در کشور اردن واقع شده‌است. جمعیت این شهر ۲۴٫۶۸۰ نفر است.